# Опташи (Олт)
Опташи (рум. Optaşi) насеље је у Румунији у округу Олт. Oпштина се налази на надморској висини од 201 m.

## Становништво
Према подацима из 2002. године у насељу је живело 1431 становника, од којих су сви румунске националности.